# 1413
1413 је била проста година.

## Догађаји
- Википедија:Непознат датум — Устанак Кабошинаца
- 21. март — Хенри V постаје краљ Енглеске, након смрти свог оца Хенрија IV.
- 5. јул — Битка код села Чаморлу: Мехмед I, уз помоћ помоћних одреда из Србије, Босне и Угарске, потукао свог брата Мусу и наметнуо се за јединог владара читавог Османског царства чиме је завршен рат око престола међу синовима Бајазита I.

## Смрти
- 20. март — Хенри IV, енглески краљ (*1367)

### Јул
- 5. јул — Муса Челебија, османски претендент.